# زوت الور
«زوت الور» (به انگلیسی: Zoot Allures) (بازی با اصطلاح فرانسوی Zut alors به معنی «اَه!») آلبومی از هنرمند اهل ایالات متحده آمریکا فرانک زاپا است که در سال ۱۹۷۶ میلادی منتشر شد.